# Kristina Švedska
Kristina Augusta (Stockholm, 8. prosinca 1626. – Rim, 19. travnja 1689.) kasnije poznata i kao Kristina Aleksandra, švedska kraljica.
Naslijedila je švedsku krunu od svojega oca Gustava II. Adolfa. Vladala je do 1654., kada se dobrovoljno odrekla krune i prešla na rimokatoličku vjeroispovijest. Umrla je u Rimu i pokopana je u Bazilici sv. Petra kao jedna od triju žena. 

## Djetinjstvo i dolazak na prijestolje
Kristina je kćer kralja Gustava II. Adolfa i Marije Eleonore Brandenburške. Njeno rođenje se odvijalo pod rijetkim astrološkim fenomenom koji su praznovjerni tumačili, da će Marija Eleonora roditi muško dijete. Međutim, Gustav Adolf je dobio kćer, kojoj se ipak mnogo obradovao, toliko više jer su sva njegova djeca uskoro nakon rođenja umrla. Zato je od svog samog početka bila odgojena kao muškarac; išla je u lov i bavila se športom. Na tome je posebno ustrajao njen otac jer je znao da će ona biti buduća kraljica Švedske, kao njegov jedini potomak; tu mogućnost joj je također osigurao posebnim zakonom. 
Kad je kralj umro, njegova žena nije dozvolila njegovu pokop dva mjeseca i svakog je dana posjećivala u sobi njegov truli leš, dok je nisu u tome spriječili. Zato su Kristinu kasnije odvojili od njene poremećene majke, da ne bi na dijete loše utjecala. Izrast će tako u jednu čvrstu, muškobanjastu, tvrdoglavu ali i jako inteligentnu ženu, koja će braniti svoja istinita ali nekada i umišljena karljevska prava svom žestinom, ponekad i okrutnošću; ali će cijelog života imati oštar osjećaj i za prava drugih. 
Što se tiče njenog ljubavnog života, je imala vezu sa svojim rođakom Karlom, makar danas smatraju, da je to bila to samo zaljubljenost, koja je propala oko 1645. Od 1632., nakon pogibije njenog oca u bitci kod Lützena, ona postaje kraljica sa samo šest godina. Zbog maloljetnosti umjesto nje vlada namjesništvo na čijem je čelu Axel Oxenstierna. Namjesništvo je vladalo sve do 1644. godine kada je Kristina postala punoljetna; iste je godine bila i krunjena za kraljicu. Već u godinama prije nego što je došla na vlast njen odnos s Axelom Oxenstiernom se stalno pogoršavao. Nisu se slagali oko mnogo stvari, posebno oko Tridesetogodišnjeg rata. Kristina je za razliku od njega zagovarala primirje, koje se i dogodilo 1648. Westfalskim mirom, za koji je ona bila najzaslužnija, jer je pored Oxentiernovog poslala svog izaslanika, koji je zagovarao njena stajališta; protestanti su naime htjeli nastaviti rat protiv katolika, dok je Kristina već od rane mladosti bila sklona katoličkoj vjeri i duhovnim stvarima: umjetnosti, znanosti, filozofiji. 
Što se tiče nasljednika, Kristina je donijela jasnu odluku da se neće udati - što je bila prva sablazan. Ipak je morala izabrati nasljednika, a to je bio njen rođak Karlo, koga je posinila: i tako je postao budući vladar kao Karlo X. Gustav. Oxenstierna i plemstvo se s tom odlukom nisu slagali, ali drugi staleži jesu. plemstvo je Kristina pridobila na svoju stranu tijekom gospodarske i socijalne krize 1650., za koju je bila i ona djelomično odgovorna jer je rasipno trošila na umjetnost i umjetnike, te je plemstvo darivala s bogatim poklonima te kraljevskom zemljom; tako je udvostručila brojčanost plemstva od 300 na 600 porodica.

## Prihvaćanje katolicizma te dobrovoljno abdiciranje
Nakon što je njen nasljednik bio potvrđen i sa strane parlamenta u listopadu 1650. Kristina je imala sve manje interesa za politiku te se okreće književnosti, znanosti i umjetnosti. Na svoj dvor poziva razne učitelje, pjesnike, glazbenike i filozofe. Također financira mnoge kazališne predstave. Uspjela je Švedsku pretvoriti u važno kulturno središte, tako da su Stockholm nazivali i Sjevernom Atenom. 

### DescartesuŠvedskoji njegova smrt
Jedan od njezinih najpoznatijih učitelja je bio francuski filozof René Descartes. S njim se dopisivala od 1646. godine dalje prije nego što ga je pozvala na svoj dvor u Švedskoj, da bi utemeljio »Znanstvenu akademiju«. Po njega i njegovih 2.000 knjiga je poslala i posebnu lađu.
.
Descartes je dakle prihvatio njen poziv te otišao u Švedsku. Držao joj je privatne časove, gdje su raspravljali o mudroslovlju i vjeri; ipak su se brzo sukobili: ona se nije slagala s njegovim materijalističko-mehaničkim pogledom na svijet, koji je sažet i u rečenici "Cogito ergo sum", a on je omalovažavao njezino zanimanje za mitološke junake iz antičke Grčke. - i tako su postajali njihovi susreti sve rjeđi i hladniji. Ujedno se on smrzavao u hladnoj sobi, u kojoj ga je primala kraljica već u pet sati ujutro. 
Kad je Kristina u zimi otputovala za tri tjedne u Uppsalu, se je Descartes – koji nije bio vičan oštrih sjevernih zima – jako prehladio, dobio vrućinu te za zapaljenjem pluća umro 11. veljače 1650. 
U naše doba su nastale čak i dvije teorije zavjere – da ga je tobože otrovao hostijom namočenom u arzenik jedan svećenik-augustinac, da bi tako spriječio utjecaj dosta liberalnog mislioca na Kristinu što bi moglo usporiti njen prelazak u katoličanstvo; po drugoj takvoj teoriji su ga tobože ubili sami švedski protestanti, da bi time sprječili Kristinin prelazak na katoličanstvo - ta filozof je bio ipak ugledna katolička ličnost. Za nijednu od ovih čudnovatih teorija nema dokaza. 
Ugledni švedski povjesničar Frängsmyr, profesor na Uppsalskom sveučilištu, se ne slaže s teorijom zavjere. On smatra, da ne postoji nikakav razlog, da ne bismo vjerovali vjerodostojnim povijesnim izvještajima, da je umro veliki mislilac Cogitoergosum za upalom pluća. Kaže nadalje, da je teorija zavjere neutemeljena i nedokazana izmišljotina te je rekao za švedski Radio SR ovo:
| Was Descartes murdered in Stockholm? Engleski izvornik | Da li je bio Descartes ubijen u Stockholmu? Hrvatski prijevod |
| --- | --- |
| "Well, it is interesting with all these bold theories. Sometimes one might think that they come because the author himself wants attention. In this case the whole claim is based on a false assumption, according to me. It is based on the assumption that Descartes would have an interest in hindering Christina's conversion to Catholicism. There is nothing that support this. Descartes was himself a believing catholic. Before it has been discussed whether or not Descartes meant something to help Christina's... Now somebody claims that he hindered her conversion and if that claim is false the whole murder theory falls." | "Dakako da su sve ove drske teorije zanimljive. Netko bi mogao pomisliti, da nastaju, jer želi njihov autor privući pažnju. U ovom slučaju po mom mišljenju čitava tvrdnja temelji na krivoj pretpostavci. Temelji se na predrasudi, da bi tobože Descartes želio ometati Kristinino obraćenje u katolicizam. Ove pretpostavke ne podupire ama baš ništa. Descartes je bio također sam vjeran katolik. Prije su jedni raspravljali o tome, dali i koliko jeste ili nije pomagao Descartes Kristini... Sada najednom netko ustvrdi, da je ometao njeno obraćenje. Ako pak je ova tvrdnja neistinita, onda padne u vodu cjelovita tvrdnja o ubojstvu." |

### Zapleti oko predaje krune
Od 1650. situacija za Kristinu je postala teža jer se razbolio kancelar Oxenstierna, a novi poljski kralj, Jan Kazimir II. je bio nezadovoljan jer je Kristina za nasljednika izabrala Karla a ne njega. Jan je također bio iz dinastije Vasa te je opravdano polagao pravo na švedsku krunu. Zaprijetio je Švedskoj, ali posredstvom Francuske ipak nije došlo do otvorenog sukoba. U Lübecku se 1651. održala jedna mirovna konferencija, na kojoj su Poljaci odbijali Kristinu priznati kao kraljicu Švedske, pošto nije bila muško. Jan II. je prijetio okupacijom Danziga, na što je Kristina poslala vojsku u Finsku i Livoniju; zahtijevala je da je priznaju za kraljicu, no Poljaci su i dalje odbijali, te je bila mirovna konferencija bez uspjeha. 
Kristina je već kroz duže vrijeme imala i kontakte s katoličkim španskim i portugalskim diplomatama, koji su je povezali s isusovcima. Pošto je već od mladosti više cijenila katoličku vjeru nego protestantizam, su oni dobivali sve veći utjecaj na nju. S vremenom je postala uvjerena katolkinja. Švedski protestanti su donijeli odmah po preuzimanju vlasti diskriminatorsku odredbu, da može postati kraljem samo čovjek njihove vjere, koja odredba nije ni do danas ukinuta. Pošto je bio prelazak na rimokatoličku vjeru u suprotnosti s mogušnošču kraljevanja, ona je sve više razmišljala o tome da se dobrovoljno odrekne krune, što je veoma rijetki čin i izazvao je veliko zaprepašćenje ne samo u Švedskoj, nego po čitavoj Europi. 
No nije to bio jedini razlog za abdiciranje, od 1650. Švedska je upala u financijske poteškoće, te su se pojavili i društveni nemiri, što je sve išlo u prilog njezinoj namjeri. 1651. je već donijela defintivnu odluku o stupanju s prijestolja, no protivljenje staleža ju je spriječio, bar privremeno. U to doba je doživjela i živčani slom, naročito zbog teške duševne borbe i neprekidnog rada - ta spavala je dnevno samo pet sati. Po savjetu francuskog lječnika je počela normalniji i zdraviji dnevni raspored s dovoljno odmora te je došla k sebi. 
Ipak, 1653. je shvatila da je krajnje vrijeme za napuštanje Švedske, i tada je ni molbe parlamenta više nisu mogle od toga odvratiti. Njezin nasljednik ju je čak zamolio za ruku, ali se je samo nasmijala rekući da to ne dolazi u obzir - jer se ona neće nikada udati. Procedura abdiciranja je trajala još neko vrijeme, konačno 6. lipnja 1654. kruna je i formalno pripala njenom posinovljenom rođaku Karlu. Sam postupak predaje - skidanje pojedinih vladarskih znakova - je bio jako ganutljiv prizor i mnogi su plakali. Krune se nije nitko usudio skinuti s glave, pa ju je sama skinula i predala nasljedniku.

## Dolazak u Rim i putovanja
Samo nekoliko dana nakon odstupanja s vlasti Kristina napušta Stockholm. Prerušena u viteza prelazi preko neprijateljske Danske te obilazi mnoga mjesta gdje je bila gošća katoličkih vladara. Putem je bila u prilici da s mnogim svećenicima raspravlja o svojoj novoj vjeri, koja zapravo nije bila nova, ta to je bila vjera njezinih predaka. Najprije odlazi u Bruxelles, gdje je potajno primljena u Katoličku Crkvu na Badnjak 1654. U studenom iduće godine, u Innsbrucku ona pred javnošću otvoreno priznaje svoju vjeru. 

### Primanje u puninukršćanstva
Rujna 1655. je u pratnji 255 ljudi i 247 konja pošla Kristina u Italiju. Papin izaslanik, knjižničar Holstenius, i sam obraćenik, ju je čekao u Innsbrucku. Kristina je 3. studenoga 1655. u Hofkirche, koju su počeli graditi 1653. i još nije bila opremljena, a nije imala ni orgulje, prisustvovala svečanom obredu javnoga primanja u puninu kršćanstva, koje predstavlja Rimokatolička Crkva s papom kao Kristovim zamjenikom na zemlji. O tom značajnom događaju je odmah obavijestila papu Aleksandra VII. te svog bratića Karla Gustava, kojemu je bila prepustila švedsko prijestolje. 

#### Argiau Kristininu čast
U počast njezinog službenog prijema u katoličku Crkvu su između ostalog uprizorili premijerno Cestijevu operu Argia. 
Operu Argia, koja je sastavljena od uvoda i triju činova, je komponirao Cesti, libreto pak napisaa Apolloni. To je bila prva predstava u Dvorskom kazalištu u Innsbrucku dana 4. studenog 1655., a da bi proslavili posjetu švedske kraljice Kristine. Ta opera je doživjela narednih 20 godina mnogo predstava po talijanskim gradovima, također u Mlecima i Sijeni, kad su tamo otvorili novu opersku kuću. 
Na novo su je opet stavili na pozornicu na Innsbruškom festivalu stare glazbe (Innsbrucker Festwochen der Alten Musik) 1996. godine.
Radnja se dešava na otoku Cipru, gdje princeza Argia ljubomorno prati nestalnog i nevjernog Selina. 
Pozadina premijere
Za vrijeme pripreme opere u bili tako skladatelj Cesti i pisac Apolloni u službi na dvoru austrijskoga nadvojvode Ferdinanda Karla u Innsbrucku: Cesti od 1654, Apoloni od 1653. Argia je bila prvi plod njihovog operskog surađivanja. Bila je samo dio cjelotjedanskih svečanosti studenoga 1655. u počast posjete Kristine Švedske, koja je bila na svom putovanju u Rim.
3. studenoga 1655. godine je dakle javno pristupila punom kršćanskom zajedništvu u Hofkirche u Innsbrucku. Naredne večeri su prikazivali operu Argia u nadvojvodinom novom kazalištu, koje su otvorili prijšnje godine te je stajalo na mjestu današnjega Tiroler Landestheater Innsbruck (Tirolskoga pokrajinskog kazališta).
Nazočan je bio također engleski katolički svećenik i kanonik, koji je na svom putovanju kroz Europu baš tada boravio u gradu, Bargrave; ovako je opisao predstavu:
| Engleski izvornik (John Bargrave) | Hrvatski prijevod (zapisao kanonik John Bargrave) |
| --- | --- |
| That night she [Queen Christina] was entertayned with a most excellent opera, all in musick, and in Italian, the actors of that play being all of that nation, and, as some of themselves told me, they were seven castrati or eunuchs; the rest were whoores, monks, fryers, and priests. I am sure it lasted about 6 or 7 hours, with most strangely excellent scenes and ravishing musick. | Onu noć su kraljicu Kristinu razonodili izvrsnom operom, cjelovito u glazbi i na talijanskom; nastupajući su bili svi Talijani; nekoji su mi kazali, da je bilo među njima sedam kastrata (tj. eunuha); ostali su bile vucare, redovnici, monasi i svećenici. Siguran sam da je trajalo oko 6 do 7 sati, s najneobičnijim i sjajnim prizorima i čarobnom glazbom. |

### Svečani doček u Rimu i nove želje
U u prosincu 1655. stiže u Rim gdje joj je papa pripremio neviđeni svečani prijem - i tamo se i nastanjuje. Prijelaskom na katoličku vjeru konačno u Rimu uzima ime Kristina Aleksandra u čast pape Aleksandra VII. i svog junaka Aleksandra Velikoga. Papa joj je predložio da doda i Marijino ime u čast Majke Božje Marije, ali se ona time nije složila. Iako u teškoj financijskoj situaciji, Kristina postaje jedna od vodećih ličnosti u javnom i kulturnom životu Rima i pravi mecen umjetnika, književnika i bogoslova. Sudjelovala je još uvijek i u međunarodnoj diplomaciji. 
Francusku je posjetila 1656. i 1657. tamo je potajno dogovarala plan s francuskim vrhovnim ministrom Mazarinom. Prema tom planu Francuska je trebalo osvojiti Napulj, kojega su držali Španjolci, te postaviti Kristinu za kraljicu Napuljskog kraljevstva. Međutim, plan je propao, za što je okrivila svog slugu, kojeg je dala okrutno pogubiti. 
Kristina je posjetila Švedsku dva puta odkad je abdicirala: prvi put, kad je umro njen nasljednik i zatražila je krunu, koju mu je predala - dakako bezuspješno. Na njenom drugom putovanju, papa Klement IX. ju je nagovarao da se domogne poljske krune jer je njen rođak Ivan II. Kazimir odstupio. Ali i taj pokušaj nije uspio, Kristinu ovaj neuspjeh u biti nije rastužio jer se ionako htjela vratiti u svoj voljeni Rim. Nakon povratka je nastavila živjeti u palači Riario. Tu je provela ostatak života, sudjelovajući i dalje u javnom životu Rima i promicanju umjetnosti. Godinama je inzistirala na tome da se ostvari križarski rat protiv Turaka, što se stvarno i dogodilo, kad je kršćanska vojska uz pomoć Jana Sobjeskoga spasila 1683. godine opsjedani Beč za vrijeme pape Inocenta XI. Austrijska vojska je nastavila oslobađanje od Turaka prema Istoku: Buda, Mađarska, kasnije djelovi Hrvatske i Vojvodine.

### Borac za ljudska prava
Kristinu su duh zapovjedništva i buntovništva pratili i poslije njezinog odricanja od vlasti. 
1. Kad je Luj XIV. opozvao Nantski edikt iz 1598. godine te ukinuo dotadašnja prava francuskih protestanata hugenota, je Kristina 2. veljače 1686. napisala srdito pismo, naslovljeno na francuskog veleposlanika. Sunčani kralj doduše nije uvažio njene primjedbe; ipak kraljice Kristine nije mogao ušutkati.
2. Kristina je čitav svoj život ostala izvanredno tolerantna do uvjerenja drugih. Privlačilo ju je mišljenje  španjolskog svećenika Molinosa, kojeg je zaposlila kao svog ličnog teologa. Rimska inkvizicija ga je ispitivala, jer je učio, da grijeh pripada donjem sjetilnom dijelu čovjeka te da nije podređen ljudskoj slobodnoj volji. Kristina mu je slala hranu i na stotine pisama, kad je bio zatvoren u Anđeoskoj tvrđavi.
3. U Rimu je papi Klementu X. zabranila uvrjedljiv običaj, da se za vrijeme karnevala rugaju iz Židova te ih ganjaju po ulicama. 15. kolovoza 1686. je objavila dekret,  po kojem su svi rimski Židovi pod njezinom zaštitom; potpisala se je kao "la Regina" – to jeste Kraljica. I to je bilo uvaženo.[13][14]

## Citati
- „A dios rogando y con el mazo dando" (Kristinin španjolski izvornik).[15]
 "Boga treba moliti i kada daje s čekićem" (hrvatski prijevod).

- “Quand’uno è cattolico, ha la consolazione di credere ció che tanti nobili spiriti credettero per 16 secoli, possiede la gloria d’appartenere ad una religione, confermata da milioni di miracoli e di martiri; una religione che produsse tante vergini mirabili, che trionfando delle debolezze del loro sesso, si consacrarono a Dio.” (Kristinin izvornik na talijanskom)[16]
“Ha az ember katholikus, azon vigasztalása van, hogy mindazt hiszi, amit 16 század óta minden nagy szellem hitt; az ember boldog, hogy oly vallásban élhet, melyet csodák és az igazságokért életöket feláldozó vértanúk milliói erősítettek meg.” (Kristinine Uspomene, mađarski prijevod)[17]
”Če je človek katoličan, uživa to tolažbo, da veruje vse tisto, kar je skozi 16 stoletij veroval vsak velik duh; človek je blažen, da lahko živi v tisti veri, ki so jo potrdili čudeži in so za njeno resničnost žrtvovali svoje življenje milijoni mučencev. Ta vera proizvaja toliko čudovitih devic, ki slavijo zmagoslavje nad slabostmi svojega spola, ko se posvečujejo Bogu.” (“Zapiski kraljice Kristine v osebnem dnevniku” - slovenski prijevod) 
”Ako je netko katolik, uživa onu utjehu, da vjeruje sve ono, što je kroz 16 vjekova vjerovao svaki veliki duh; čovjek je blažen, pošto može živjeti u istoj vjeri, koju je potvrđena čudesima te su za njezinu istinitost žrtvovali svoj život milijuni mučenika. Ova vjera proizvodi nadalje toliko divnih djevica, koje slave pobjedu nad slabostima svoga spola, kada se posvećuju Bogu.” (“Zapisi kraljice Kristine u osobnom dnevniku” - hrvatski prijevod

## Smrt i pokop
Umrla je 19. travnja 1689 zbog zapaljenja pluća (tada nisu postojali antibiotici i rijetko koji je ostao živ). Pokopana je u bazilici sv. Petra, kao jedna od triju žena; jedna od njih je također unuka Jana Sobjeskoga. 
Svoju bogatu knjižnicu i mnoge druge umjetničke dragocjenosti je ostavila papi te se i danas nalaze u Vatikanu.

## Vanjske poveznice
| (slov.) - Labodji spev Daria Foja: poklon ženskam (Quasi per caso una donna, Cristina di Svezia) bo postumno izšla pri založbi Guanda. A. J. MMC RTV SLO[neaktivna poveznica] - Zgodovina in kultura Pomembne številke Biografija kraljice Kristine na Švedskem by Jone Johnson Lewis - Je Descartesa umoril katoliški duhovnik? Teorija, ki zveni kot zaplet napetega romana. Ana Jurc Berlin - MMC RTV SLO (engl.) - Project presentation Queen Christina of Sweden, the European - Encyclopædia Britannica - Queen Christina of Sweden. About: Women's History. Inačica izvorne stranice arhivirana 20. veljače 2017. Pristupljeno 20. siječnja 2007. - Coins of Sweden by David Ruckser Arhivirana inačica izvorne stranice od 6. ožujka 2016. (Wayback Machine) - Queen Christina of Sweden Windweaver (hrv.) - Dario Fo: Kristina Švedska : Žena gotovo slučajno. Naklada Ljevak Prijevod: Ita Kovač 12/2018. 152 str., ISBN 9789533552200 - Barbara Cartland: Kristina - švedska kraljica. Izdavač: Alfa, Zagreb 1981; niz: One su vladale svijetom (knjiga hr, prodaja sr) - Lejla O.: Danas je rođendan Kristine Švedske – jedne od najobrazovanijih žena Europe - Kraljica Kristina Švedska, knjiga Arhivirana inačica izvorne stranice od 28. siječnja 2021. (Wayback Machine) - Neobičan roman Darija Foa, ovjenčanog Nobelom za dramu: Kristina Švedska. žena gotovo slučajno Autor: Željko Ivanjek v Jutarnji.hr - Kristina Švedska kraljica. Hrvatska enciklopedija Zavod Miroslav Krleža - Dnevno: Švedska kraljica Kristina preobraćenica na katoličanstvo - 100 godina karijere Grete Garbo: Kraljica Kristina (Queen Christina, 1933). - Raimondo Montecuccoli, V. dio – Kraljica Kristina, Švedska i putovanje u Englesku (1654. – 1655.) - Na današnji dan. Dogodilo se na dan 6. jun/lipanj | (njem.) - 2021 fembio e.V.: Christina von Schweden Biografie • Zitate • Weblinks • Literatur & Quellen • Bildquellen (srp.) - Nauka u salonu: Žene u predvorju naučne revolucije /Žene u nauci od Arhimeda do Ajnštajna - Devojka kralj - THE GIRL KING, 2015., Finska, Njemačka, Kanada, Švedska, Francuska, 106 min. drama povesni biografski - Zoran Čičak Štokholmska zavera: Smrt na dvoru Minerve Severa - Kristina je rođena 18. decembra 1626. godine. Bila je ćerka kralja Gustavusa Adolfusa Vasa i Marije Eleonore od Brandenburga - Oskar Verthajmer: Kristina Švedska: Alfa internet knjižara. Biblioteka: Femina II serija Izdavač: Rad, Beograd, 1968 - [neaktivna poveznica] (tal.) - Trentaminuti: Cristina di Svezia: breve biografia della sovrana che per convertirsi al cattolicesimo rinunziò al trono di Anselmo Pagani Arhivirana inačica izvorne stranice od 12. svibnja 2021. (Wayback Machine) - Best5: Cristina di Svezia: la regina più originale, libertina e disinvolta della storia - Storia in net: Cristina di Svezia, regina stravagante - Sapere.it: Cristina (regina di Svezia) - Scriposigns: Cristina di Svezia - Chiama mi città: 3 dicembre 1655 – La regina Cristina di Svezia a Rimini, Cattolica e Riccione - Claudio Prinzi: Cristina di Svezia: una regina “controversa” (mađ.) - Krisztina Királynő (Queen Christina) - 1933 - moodPedro 1001 FILM ... amit látnod kell, mielőtt meghalsz (Film Kraljica Kristina z Greto Garbo (fr.) - René Descartes est-il mort empoisonné? D'après un universitaire allemand, le philosophe français n'est pas mort d'une pneumonie, mais aurait été assassiné par un prêtre, à l'aide d'une hostie empoisonnée. Une théorie controversée. Par Simon Benichou. Publié le Le Figaro 18/02/2010 |

| Prethodnik Gustav II. Adolf | Kristina Švedska | Nasljednik Karlo X. Gustav |

1. ↑  Over time there have been speculations regarding the death of the philosopher.